# Wiesenbach (Schwaben)
Wiesenbach település Németországban, azon belül Bajorországban. Lakosainak száma 1020 fő (2023. december 31.). Wiesenbach Neuburg an der Kammel, Deisenhausen, Unterroggenburger Wald, Stoffenrieder Forst és Ellzee községekkel határos.

## Népesség
A település népessége az elmúlt években az alábbi módon változott:
| Lakosok száma | 841  | 374  | 968  | 962  | 950  | 963  | 960  | 983  | 1020 | 1020 |
|               | 1970 | 1975 | 2011 | 2012 | 2014 | 2015 | 2017 | 2019 | 2022 | 2023 |